# Mitropa Futsal Cup
Der Mitropa Futsal Cup ist ein internationales Futsal-Turnier, an dem die jeweiligen Landesmeister und Topteams aus den Ländern Mitteleuropas teilnehmen. Es dient als Vorbereitungsturnier für den UEFA Futsal Cup und wird jedes Jahr in einem anderen Land ausgetragen. Der Name leitet sich vom bekannten Mitropapokal ab, der zwischen 1927 und 1992 im Fußball ausgespielt wurde. Der Mitropa Futsal Cup wurde 2009 ins Leben gerufen und die besten Futsalmannschaften aus Österreich, Ungarn, Slowenien, Kroatien, Serbien, Polen, Deutschland Tschechien und der Slowakei nehmen jedes Jahr am Turnier teil.
Die erfolgreichste Mannschaft ist Futsal Klub Era-Pack Chrudim aus Tschechien mit insgesamt 5 Titeln.

## Mitropa Futsal Cup
| Saison  | Sieger                       | Ergebnis                        | Zweiter Platz                 | Dritter Platz                  | Ergebnis   | Vierter Platz        |
| ------- | ---------------------------- | ------------------------------- | ----------------------------- | ------------------------------ | ---------- | -------------------- |
| 2009/10 | Futsal Klub Era-Pack Chrudim | 8:1                             | Colorspectrum Aramis Budapest | RCS Košice                     | 6:4        | Stella Rossa tipp3   |
| 2010/11 | Futsal Klub Era-Pack Chrudim | 11:1                            | Üllö FC Csö-Montage Budapest  | 1. FC Allstars Wiener Neustadt | 4:2        | ŠK Mima Divus Trnava |
| 2011/12 | Futsal Klub Era-Pack Chrudim | 3:2                             | MNK Uspinjača Zagreb          | Győri ETO Futsal Club          | 8:2        | Stella Rossa tipp3   |
| 2012/13 | Futsal Klub Era-Pack Chrudim | 3:2                             | Rekord Bielsko-Biała          | sTC Púchov                     | 12:4       | Stella Rossa tipp3   |
| 2013/14 | Futsal Klub Era-Pack Chrudim | Ligasystem                      | MNK Alumnus Zagreb            | KMN Slemen                     | Ligasystem | Stella Rossa tipp3   |
| 2014/15 | Győri ETO Futsal Club        | 2:2 (5:4 im Sechsmeterschießen) | Futsal Klub Era-Pack Chrudim  | Slov-Matic Bratislava          | 2:1        | Stella Rossa tipp3   |
| 2015/16 | Győri ETO Futsal Club        | 3:2                             | KMN Dobovec                   | Futsal Klub Era-Pack Chrudim   | 7:0        | Stella Rossa tipp3   |
| 2016/17 | Győri ETO Futsal Club        | Ligasystem                      | FC Tango Hodonin              | Stella Rossa tipp3             | Ligasystem | TV Wackersdorf       |
| 2017/18 | Győri ETO Futsal Club        | 5:3                             | Stella Rossa tipp3            | Futsal Club Liberta Wien       | 9:2        | TSV 1860 München     |

## Spielergebnisse 2016
| 14. August 2016    |   |                  |      |
| Stella Rossa tipp3 | – | TV Wackersdorf   | 6:1  |
| ETO Futsal Győr    | – | FC Tango Hodonin | 1:1  |
|                    |   |                  |      |
| ETO Futsal Győr    | – | TV Wackersdorf   | 15:0 |
| Stella Rossa tipp3 | – | FC Tango Hodonin | 1:4  |
|                    |   |                  |      |
| TV Wackersdorf     | – | FC Tango Hodonin | 4:4  |
| Stella Rossa tipp3 | – | ETO Futsal Győr  | 0:7  |

## Titelträger

### Nach Verein
| Verein                        | Sieger | Vize | Titeljahr                    | Zweiter Platz |
| ----------------------------- | ------ | ---- | ---------------------------- | ------------- |
| Futsal Klub Era-Pack Chrudim  | 5      | 1    | 2009, 2010, 2011, 2012, 2013 | 2014          |
| Győri ETO Futsal Club         | 4      | –    | 2014, 2015, 2016, 2017       |               |
| Colorspectrum Aramis Budapest | –      | 1    | –                            | 2009          |
| Üllö FC Csö-Montage Budapest  | –      | 1    | –                            | 2010          |
| MNK Uspinjača Zagreb          | –      | 1    | –                            | 2011          |
| MNK Alumnus Zagreb            | –      | 1    | –                            | 2012          |
| Rekord Bielsko-Biała          | –      | 1    | –                            | 2013          |
| KMN Dobovec                   | –      | 1    | –                            | 2015          |
| FC Tango Hodonin              | –      | 1    | –                            | 2016          |
| Stella Rossa tipp3            | –      | 1    | –                            | 2017          |

### Nach Ländern
| Land        | Sieger | Zweiter Platz |
| ----------- | ------ | ------------- |
| Tschechien  | 5      | 2             |
| Ungarn      | 4      | 2             |
| Kroatien    | –      | 2             |
| Polen       | –      | 1             |
| Slowenien   | –      | 1             |
| Österreich  | –      | 1             |
| Slowakei    | –      | –             |
| Serbien     | –      | –             |
| Deutschland | –      | –             |